# Ann Runnqvist-Vinde
Ann Runnqvist-Vinde, Eva Martha Mary Anne Runnqvist-Vinde, född 12 februari 1934 i Oscars församling i Stockholm, död 21 februari 1994, var en svensk-fransk översättare.
Ann Runnqvist-Vinde var dotter till konsthandlaren, fil. lic. Harry Runnqvist och fil. kand. Ann Mari, ogift Liepe, samt syster till Jan Runnqvist. Hon gifte sig 1960 med franske arkitekten Lanfranco Virgili (född 1924) och bosatte sig i Frankrike. År 1987 gifte hon om sig med Pierre Vinde (1931–2022), som också hade bosatt sig i Frankrike.